# Геппенгайм
Геппенгайм (нім. Heppenheim) — місто в Німеччині, знаходиться в землі Гессен. Підпорядковується адміністративному округу Дармштадт. Адміністративний центр району Бергштрасе.
Площа — 52,14 км2. Населення становить 26 218 ос. (станом на 31 грудня 2020).

## Відомі уродженці
- Маріус Мюллер (* 1993) — німецький футболіст, воротар.
- Себастьян Феттель (* 1987) — німецький автогонщик, пілот Формули-1.